# Överhölö kyrkoruin

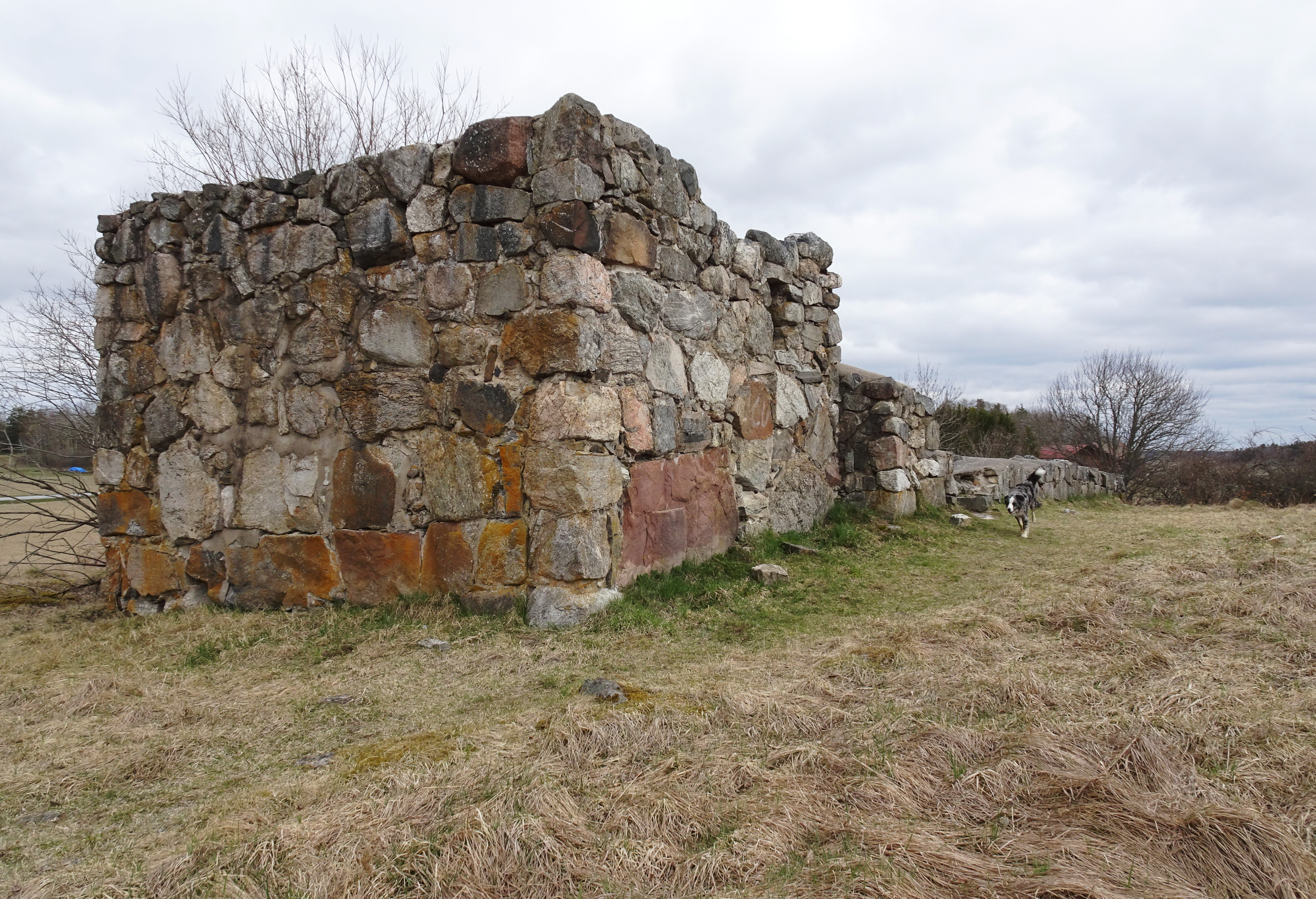
Överhölö kyrkoruin (tornet), 2017.

Överhölö kyrkoruin ligger cirka 600 meter norr om tätorten Hölö i Hölö socken, Södertälje kommun. Ruinen härrör efter Överhölö kyrka från på tidig medeltid och är ett fornminne med RAÄ-nummer Hölö 115:1.

## Historik

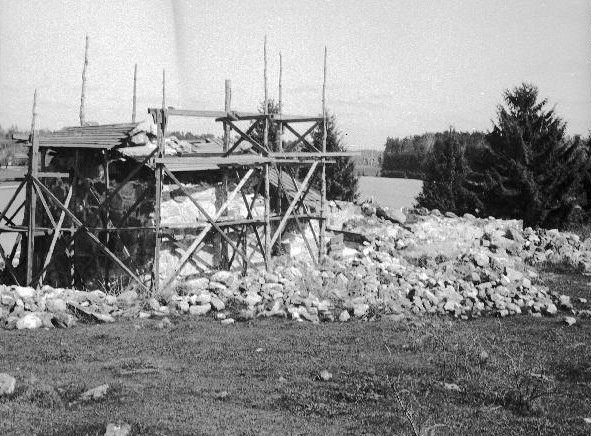
Ruinens renovering, 1948.

Hölö socken var ursprungligen uppdelat i två socknar, Överhölö och Ytterhölö. I Ytterhölö uppfördes i slutet av 1100-talet dagens Hölö kyrka och i Överhölö byggdes vid ungefär samma tid Överhölö kyrka som var helgad åt den heliga Sankta Lucia. 
Under Gustav Vasas tid stängdes många kyrkor. I början av 1530-talet drev kungens fogdar in silver från Överhölö kyrka, bland annat en silverkalk, oblatskål och ett kors. Omkring 1575 slogs socknarna Över- och Ytterhölö samman och Överhölö kyrka övergavs, därefter kallas kyrkan i Överhölö för ödekyrka.

## Kyrkoruinen
Idag återstår av Överhölö kyrka en ruin i form av grundmurar och murrester i gråsten. Lämningen omfattar ett område på 22x8 meter. Långhuset sträcker sig i ost-västlig riktning och mäter 17x8 meter med en ingång i sydvästra hörnet. Murarna är mellan en och två meter höga och drygt en meter tjocka. I nordöstra hörnet märks den tidigare sakristian med planmått 4x4meter. Tornet ligger i väster och saknar ingång men har en liten fönsteröppning mot sydost. Tornets inre är delvis fyllt av rasmassor. Här når ruinen sin högsta höjd med omkring fyra meter över marken. 1948 utfördes en renovering och restaurering av ruinen.
Kyrkportarna, kyrknyckeln och dopfunten finns kvar och förvaras bland Östra Södermanlands museums samlingar i Södertälje.

## Bilder

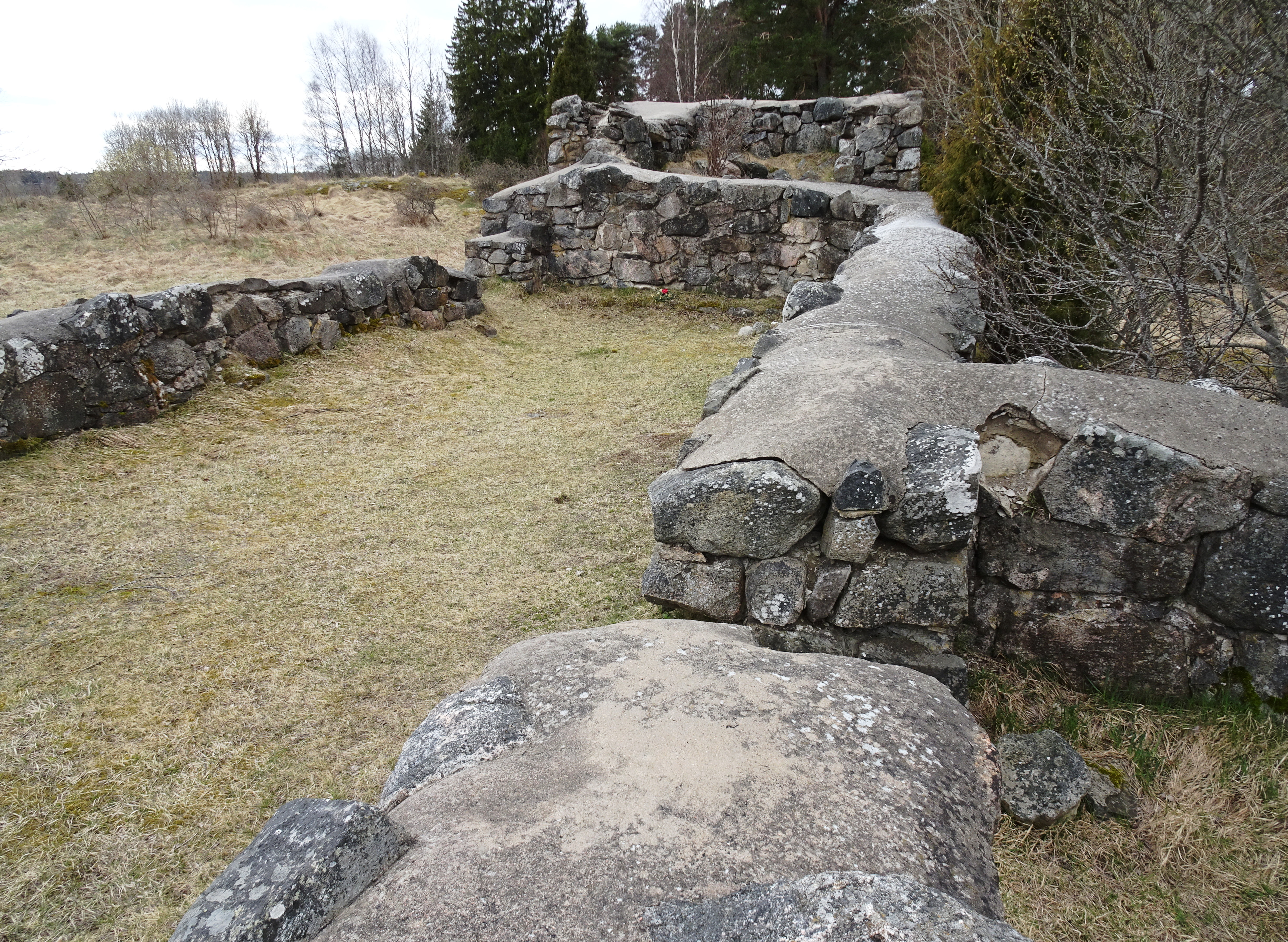
Långskeppet med tornet i bakgrunden.
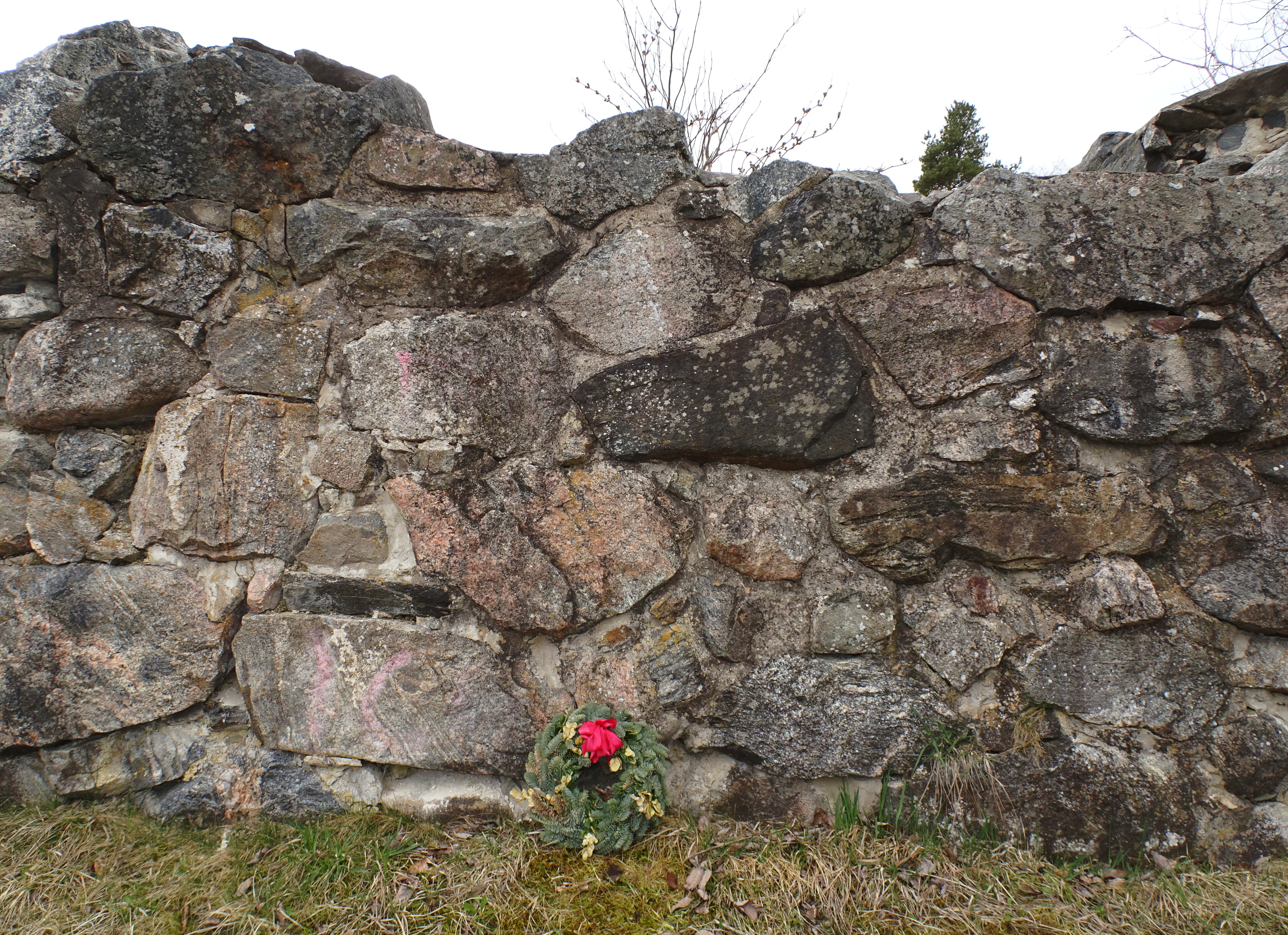
Tornet från långskeppet.
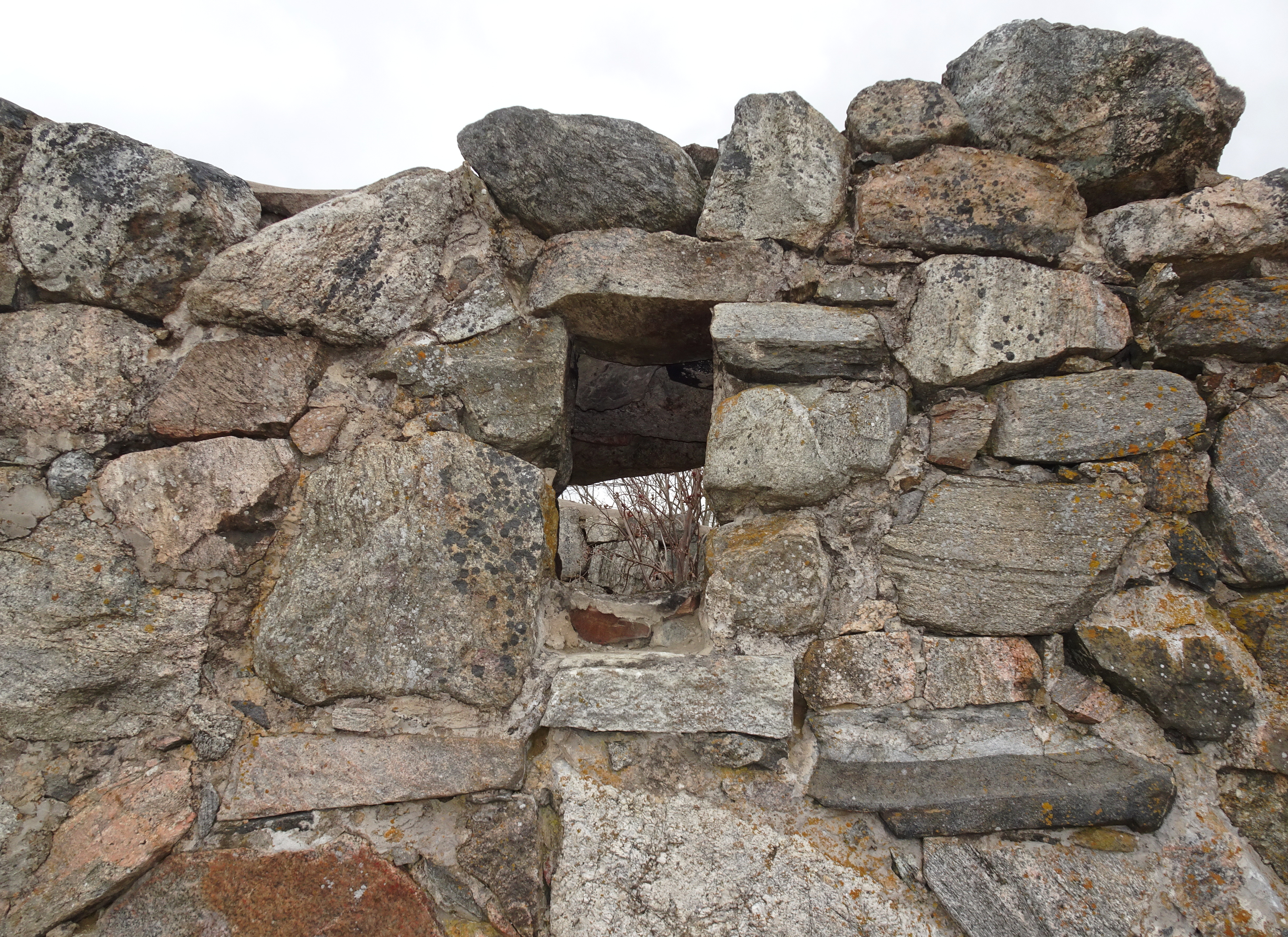
Fönsteröppningen i tornet.
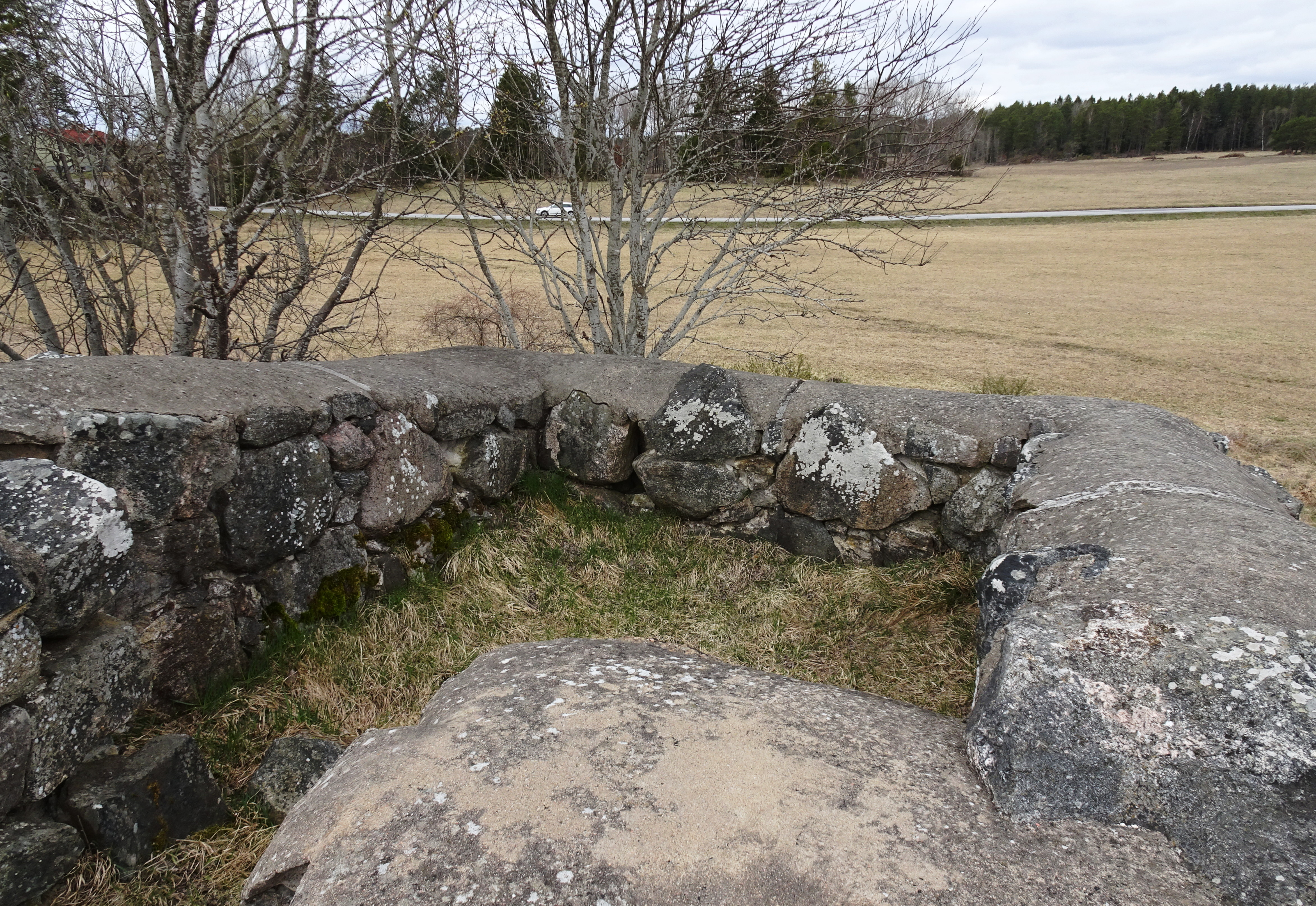
Sakristian.